# Horodok (Chmelnycká oblast)
Horodok (ukrajinsky Городок; rusky Городок – Gorodok; polsky Gródek) je město v Chmelnycké oblasti na Ukrajině. Leží při ústí Trosťance do Smotryče ve vzdálenosti zhruba 50 kilometrů na jihozápad od Chmelnyckého. V roce 2012 žilo v Horodoku přes šestnáct tisíc obyvatel.